# استقلال الأردن
استقلال الأردن في يوم 25 مايو 1946 وافقت الأمم المتحدة بعد نهاية الانتداب البريطاني، الاعتراف بالأردن كمملكة مستقلة ذات سيادة، وأعلن البرلمان الأردني الملك عبد الله الأول ملكًا عليها، الذي استمر في الحكم حتى اغتياله في عام 1951 بينما كان يغادر المسجد الأقصى في القدس.

## الأردن قبل الاستقلال
أنظر: إمارة شرق الأردن
وصل الأمير عبد الله إلى معان في 21 تشرين ثاني 1920م، واُستقبِل بحفاوة من أعيان البلاد ووجهائها وقادة الحركة العربية، وبقي في معان عدة أشهر، ولكن قادة الحركة العربية حثوه للتقدم شمالًا إلى عمّان فدخلها في 2 آذار 1921م بين التهليل والترحيب، وشهدت البلاد عرسًا قوميًا فرحًا بقدوم الأمير.
غضبت بريطانيا وفرنسا من قدوم الأمير، وقامت فرنسا باتخاذ الإجراءات اللازمة لتعزيز قواتها على الحدود الجنوبية السورية، أما بريطانيا فقد حاولت بكل قواها إخراج الأمير من المنطقة قبل أن تفكر بالاتفاق معه؛ إذ بينت للأمير عبد الله أن الحكومة البريطانية على استعداد لبحث القضايا العربية، فالتقى الأمير عبد الله برئيس الوزراء البريطاني ونستون تشرشل في القدس، وتم الاتفاق بينهما على تأسيس إمارة شرق الأردن.
أسّس الأمير عبد الله بن الحسين عام 1921 إمارة شرق الأردن. اعترف مجلس عصبة الأمم بإمارة شرق الأردن كدولة تحت الانتداب البريطاني واستبعدت الأراضي الشرقية من نهر الأردن من جميع الأحكام التي تتناول الولاية على المستوطنات اليهودية، وظلت البلاد تحت الإشراف البريطاني حتى عام 1946.

## إعلان الاستقلال وقيام المملكة الأردنية الهاشمية
استمر النضال الوطني على المستويين الرسمي والشعبي من أجل الحصول على الاستقلال، وبقيت بريطانيا تماطل في تحقيق المطالب الوطنية إلى أن توجت هذه الجهود بإعلان استقلال الأردن. وعقد المجلس التشريعي الأردني جلسة خاصة قدم خلالها قرار مجلس الوزراء، وقرارات المجالس البلدية المتضمنة رغبة البلاد في الاستقلال. كما أعلن قرار بالإجماع يقضي بما يلي:
- إعلان استقلال البلاد الأردنية باسم: المملكة الأردنية الهاشمية.
- البيعة لسيد البلاد ومؤسسها عبد الله الأول بن الحسين ملكًا دستوريًّا.
- تعديل القانون الأساسي.

في يوم 25 مايو 1946 وافقت الأمم المتحدة بعد نهاية الانتداب البريطاني الاعتراف بالأردن مملكةً مستقلةً ذات سيادة. أعلن البرلمان الأردني الملك عبد الله الأول ملكًا عليها، الذي استمر في الحكم حتى تم اغتياله في عام 1951 بينما كان يغادر المسجد الأقصى في القدس.

## ما بعد الاستقلال
أصبح الأردن عضوًا مؤسسًا لجامعة الدول العربية في عام 1945، وكدولة مستقلة، فإنها انضمت إلى الأمم المتحدة في عام 1955، أعلن الملك الحسين في 1956 تعريب قيادة الجيش بإعفاء كلوب باشا من منصبه كقائد للجيش الأردني، وتسليم قيادة الجيش إلى ضباط أردنيين.
- شارك الأردن بتأسيس جامعة الدول العربية، وانضم إليها عام 1945.
- استقل الأردن عن بريطانيا في 25 أيار 1946.
- مشاركة الجيش العربي الأردني في حرب فلسطين 1948م وقاتل الجيش ببسالة.
- أصبح الأردن عضوًا في هيئة الأمم المتحدة في مطلع الخمسينيات من القرن الفائت.
- إعلان الوحدة بين الضفتين في 24/نيسان/1950م.
- إعلان الدستور الأردني عام 1952م في عهد الملك طلال بن عبد الله.
- تولي الملك الحسين بن طلال سلطاته الدستورية في 11 أغسطس 1953 م.[3]
- تعريب قيادة الجيش بتاريخ 1/3/1956م.
- إنهاء المعاهدة الأردنية البريطانية عام 1957م.
- دخل الأردن في وحدة اندماجية مع العراق عام 1958 وسمي الاتحاد العربي الهاشمي، لكنه لم يدم إلا لأشهر.
- شارك الأردن في حرب الأيام الستة عام 1967.
- معركة الكرامة في 21/3/1968 م.
- في 9 يونيو 1970 نجا الملك الحسين بن طلال من محاولة فاشلة لاغتياله أثناء مرور موكبه في منطقة صويلح من قبل المنظمات الفلسطينية، وبلغ السيل الزبا لدى القيادة الأردنية حيث تقرر في مقر القيادة العامة للقوات المسلحة الأردنية في عمّان بتوجيه ضربة استئصالية ضخمة وبقوات متفوقة إلى كل المنظمات الفلسطينية داخل المدن الأردنية.
- شارك الأردن في حرب تشرين التحريرية عام 1973 في إسناد القوات السورية بالجولان.
- وقف الأردن إلى جانب العراق في حربه ضد إيران ابتداءً من عام 1980 - 1988 (حرب الخليج الأولى).
- فك ارتباط الأردن إدرايا وقانونيا بالضفة الغربية عام 1988 بطلب من منظمة التحرير.
- مشاركة الأردن بوفد مشترك مع منظمة التحرير في محادثات السلام في مدريد بعد حرب الخليج الثانية عام 1991.
- التوقيع على معاهدة السلام مع إسرائيل في وادي عربة عام 1994، وإنهاء حالة الحرب رسميا بين الطرفين.
- تولى الملك عبد الله الثاني بن الحسين سلطاته الدستورية عام 1999.[4]